# George Mara
Pour les articles homonymes, voir Mara.
George Mara (né le 12 décembre 1921 à Toronto au Canada et mort le 30 août 2006 à Cleveland aux États-Unis) est un joueur canadien de hockey sur glace. Lors des Jeux olympiques d'hiver de 1948 disputés à Saint Moritz il remporte la médaille d'or.